# Kudu Records
Kudu Records was een onafhankelijk Amerikaans platenlabel, dat gespecialiseerd was in souljazz. Het werd in juli 1971 opgericht door Creed Taylor, die eerder, in 1967, CTI Records was begonnen. Kudu was een sublabel van CTI en toen de moedermaatschappij eind 1978 failliet ging viel ook het doek voor Kudu Records.
Musici van wie muziek op Kudu uitkwam waren onder meer Eric Gale, Esther Philips, Grover Washington jr., Hank Crawford, Idris Muhammed, Joe Beck, Johnny Hammond, Lonnie Smith en Ron Carter.